# لآخر نفس (مسلسل مصري)
لآخر نفس مسلسل مصري تم انتاجه 2019 وتم عرضه في رمضان 1441هـ، من بطولة ياسمين عبد العزيز وفتحي عبد الوهاب وأحمد صلاح حسني وأحمد العوضي وإخراج حسام علي.

## ملخص المسلسل
في إطار درامي مشوق تدور الأحداث حول امرأة قُتل زوجها الضابط حازم في ظروف غامضة، ثم تعرض أولادها لعملية خطف، وتصدم بحقائق في حياة زوجها لم تكن تعلم عنها شيء، تهدد حياتها وحياة أطفالها.